# Andrey Mitrofanovich Kizhevatov
Andrey Mitrofanovich Kizhevatov (tiếng Nga: Андрей Митрофанович Кижеватов; 1907–1941) là một chỉ huy biên phòng Liên Xô, một trong những người lãnh đạo phòng thủ Pháo đài Brest trong Chiến dịch Barbarossa, trưởng đồn biên phòng số 9, phân khu biên phòng 17 biên giới Brest thuộc Dân ủy Nội vụ (NKVD).

## Cuộc đời và sự nghiệp
Andrey Kizhevatov sinh ngày 31 (lịch cũ: 18) tháng 8 năm 1907 tại làng Seliksa, Penza Governorate, trong một gia đình nông dân người Mokshan, một dân tộc thiểu số gốc Mordovia sống tại Nga.
Ông bắt đầu phục vụ trong Hồng quân từ năm 1929. Sau khi tốt nghiệp trường trung cấp chỉ huy tiểu đoàn 7 pháo binh độc lập, vào năm 1930, ông trở thành chỉ huy một phân đội hỏa lực trong một sư đoàn kỵ binh độc lập của huyện biên giới Belarus. Từ tháng 11 năm 1932, ông phục vụ tại tiền đồn Kulikovskaya của biệt đội biên phòng Timkovich, đến tháng 5 năm 1938, ông trở thành phó trưởng đồn biên phòng.
Năm 1939, Kizhevatov được thăng cấp thiếu úy, vào tháng 9 cùng năm đó, ông được bổ nhiệm làm quyền chỉ huy trưởng đồn biên phòng tại Brest. Cùng trong năm này, ông gia nhập Đảng Cộng sản Liên Xô. Vào ngày 17 tháng 7 năm 1940, ông được bổ nhiệm làm trưởng đồn biên phòng thứ 9 của phân khu biên giới Brest số 17 đóng tại Pháo đài Brest. Ngày 25 tháng 2 năm 1941, ông được thăng cấp trung úy.

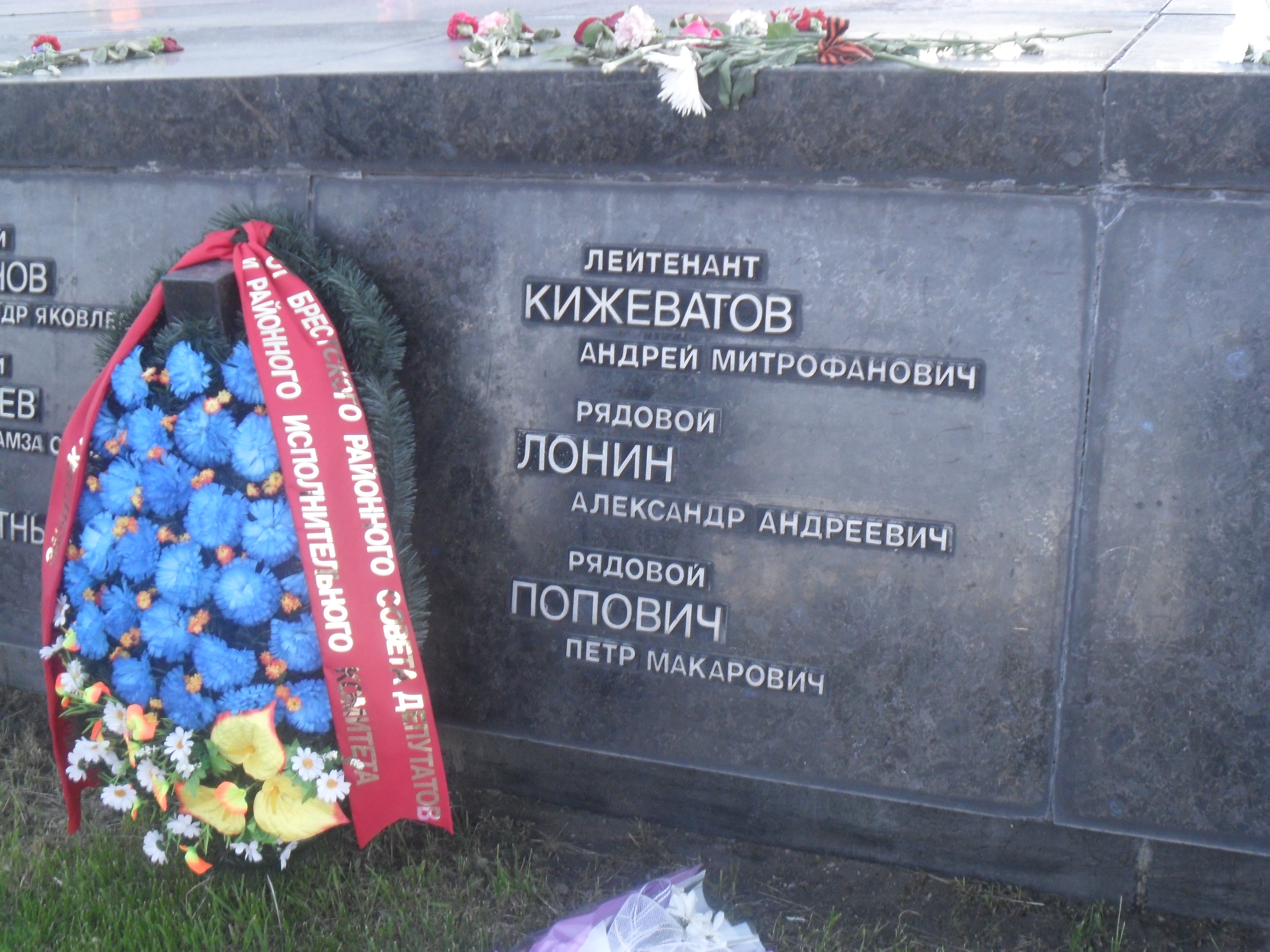
Tấm biển có tên Kizhevatov tại Quảng trường tưởng niệm những người tham gia bảo vệ Pháo đài Brest.

Ngày 22 tháng 6 năm 1941, Trung úy Kizhevatov chỉ huy bảo vệ tiền đồn và bị thương lần đầu. Vào ngày 23 tháng 6, khi chỉ còn lại đống đổ nát từ tòa nhà tiền đồn, ông và các binh sĩ của mình di chuyển đến khu căn cứ của Trung đoàn bộ binh 333, nằm gần doanh trại, nơi có một toán chiến đấu dưới sự chỉ huy của Thượng úy Aleksandr Potapov. Những ngày sau đó, ông tiếp tục cùng với Potapov chỉ huy việc phòng thủ doanh trại của Trung đoàn 333 và Cổng Terespol. Vào ngày 29 tháng 6, khi đạn gần hết, toán quyết định thực hiện một nỗ lực tuyệt vọng cuối cùng để phá vây. Potapov dẫn đầu nhóm đột kích, trong khi 17 binh sĩ bị thương do Kizhevatov chỉ huy đã bị thương nặng yểm trợ từ trong pháo đài. Trung úy Kizhevatov tử trận trong trận chiến sau đó. Cuộc đột phá vây cũng kết thúc trong thất bại - hầu hết những người tham gia đều chết hoặc bị bắt.
Mùa thu năm 1942, cả gia đình Kizhevatov bị quân Đức xử bắn tại làng Velikorit thuộc Quận Malorita: mẹ, vợ và các con của ông - Nyura 15 tuổi, Vanya 11 tuổi và Galya hai tuổi..

## Vinh danh
- Sao vàng Anh hùng Liên Xô (truy tặng năm 1965).
- Huân chương Lenin.
- Công dân danh dự của thành phố Brest.